# Lutjanus maxweberi
Lutjanus maxweberi là một loài cá biển thuộc chi Lutjanus trong họ Cá hồng. Loài này được mô tả lần đầu tiên vào năm 1921.

## Từ nguyên
Từ định danh maxweberi được đặt theo tên của Max Carl Wilhelm Weber, người Hà Lan gốc Đức, thủ lĩnh của đoàn thám hiểm Siboga (1898–1899) tới Indonesia, cũng là lúc mẫu định danh của loài cá này được thu thập.

## Phân bố và môi trường sống
L. maxweberi chỉ được mô tả dựa trên mẫu vật là cá con, cho đến nay vẫn chưa rõ con trưởng thành của loài này. Hiện loài này được ghi nhận tại Philippines, vùng Tây Papua và đảo Sulawesi (Indonesia), Papua New Guinea và quần đảo Solomon.
L. maxweberi chỉ được nhìn thấy ở vùng nước ngọt và nước lợ (cửa sông và rừng ngập mặn), độ sâu khoảng 4 m.

## Mô tả
Chiều dài cơ thể lớn nhất được ghi nhận ở L. maxweberi là 25 cm. Cá con màu trắng với 4 sọc nâu đen ở hai bên lườn, những cá thể hơi lớn hơn chuyển nâu nhạt ngoại trừ bụng màu trắng.
Số gai ở vây lưng: 10; Số tia vây ở vây lưng: 13; Số gai ở vây hậu môn: 3; Số tia vây ở vây hậu môn: 8; Số tia vây ở vây ngực: 16.

## Sinh thái
L. maxweberi dường như đặc biệt phổ biến ở vùng nước bị đổi màu do tanin. Thức ăn của chúng bao gồm cua (họ Ba khía và cua ẩn sĩ) và côn trùng.